# Thandiwe Newton
Thandiwe Adjewa Newton (Londen, 6 november 1972), voorheen Thandie Newton, is een Britse actrice. Haar moeder is Zimbabwaans, haar vader Engels. Ze groeide op in Londen en Penzance (Cornwall), en studeerde archeologie en antropologie aan de Universiteit van Cambridge.
Haar eerste film, Flirting, kwam uit in 1991. Hierna speelde ze in nog enkele andere films, zoals Beloved (1998) en W. (2008). Voor haar rol in de film Crash won ze een BAFTA Award voor beste actrice.
Thandiwe is sinds 11 juli 1998 getrouwd met Ol Parker en heeft drie kinderen.

## Filmografie
- 1991 - Flirting
- 1991 - Pirate Prince
- 1993 - The Young Americans
- 1994 - Interview with the Vampire
- 1994 - Jefferson in Paris
- 1994 - Loaded
- 1995 - Journey of August King
- 1997 - Gridlock'd
- 1997 - In Your Dreams
- 1998 - Besieged
- 1998 - Beloved
- 2000 - Mission: Impossible II - Nyah Nordoff-Hall
- 2002 - The Truth about Charlie
- 2003 - Shade
- 2004 - The Chronicles of Riddick
- 2005 - Crash
- 2006 - The Pursuit of Happyness
- 2007 - Run, Fatboy, Run
- 2007 - Norbit
- 2008 - RocknRolla
- 2008 - W.
- 2009 - 2012
- 2010 - Huge
- 2010 - Vanishing on 7th Street
- 2011 - Retreat
- 2016 - Westworld - Maeve Millay
- 2017 - Line of Duty - Roz Huntley
- 2018 - Solo: A Star Wars Story - Val
- 2021 - Reminiscence
- 2023 - Chicken Run: Dawn of the Nugget - Ginger (stem)
- 2024 - Mufasa: The Lion King - Eshe (stem)
- 2025 - Wednesday - dokter Rachael Fairburn